# بخش میناس (نوکن)
بخش میناس (به اسپانیایی: Departamento Minas) یک منطقهٔ مسکونی در آرژانتین است که در استان نئوکن واقع شده‌است. بخش میناس ۶٬۲۲۵ کیلومتر مربع مساحت و ۷٬۰۷۲ نفر جمعیت دارد.